# ريتشارد كاربنتر
ريتشارد كاربنتر (بالإنجليزية: Richard Carpenter)‏ هو لاعب كرة قدم بريطاني، ولد في 30 سبتمبر 1972 في Sheerness ‏ في المملكة المتحدة. لعب مع برايتون أند هوف ألبيون وكارديف سيتي ونادي غيلينغهام ونادي فولهام.

## وصلات خارجية
- ريتشارد كاربنتر على موقع قاعدة بيانات كرة القدم.إي يو (الإنجليزية)
- ريتشارد كاربنتر على موقع Soccerbase.com (لاعب) (الإنجليزية)